# 遠すぎた橋
『遠すぎた橋』（原題: A Bridge Too Far）は、1977年に公開されたイギリス・アメリカ合衆国合作の戦争映画。第二次世界大戦後期に行われた連合軍の空挺作戦であるマーケット・ガーデン作戦を題材にしている。

## 概要
コーネリアス・ライアンの著作『遥かなる橋』（A Bridge Too Far）を原作として、俳優で、後に映画監督としても大成するリチャード・アッテンボローが映画化した。日本公開は1977年7月2日。
ロバート・レッドフォード、ジーン・ハックマン、ローレンス・オリヴィエ、エリオット・グールド、マイケル・ケイン、ダーク・ボガード、ショーン・コネリー、アンソニー・ホプキンス、マクシミリアン・シェルなど、往年の名優がオールスターキャストで出演している。

## あらすじ
ノルマンディー上陸作戦から3ヶ月後の1944年9月、潰走するドイツ軍を追撃していた連合国軍の補給線は、600キロにも伸びきってしまった。戦争における補給線の確保はきわめて重要であり、司令部を悩ませていた。
連合国軍は戦力を二分し、ジョージ・S・パットン中将率いるアメリカ第3軍は南方ルートで、バーナード・モントゴメリー元帥率いるイギリス第21軍は北方ルートで進軍していた。そのため、どちらの補給を優先するかという問題が浮上していた。
シチリア上陸作戦以来、パットンに強いライバル心を抱いていたモントゴメリーは、後の歴史家に彼最大の汚点と言われた「マーケット・ガーデン作戦」を立案、連合国軍最高司令官アイゼンハワー大将を説得する。彼は政治的配慮から、結局この無謀な作戦を承認する事となる。
この作戦は、3個空挺師団（英第1、米82、米101）と1個空挺旅団（ポーランド第1）が敵中深く降下し（マーケット作戦）、ベルギー・オランダ間の5つの橋、ソン橋、フェーヘル橋、グラーブ橋、ナイメーヘン橋、アーンエム橋（Oversteek、Waalbrug、その他に移動式Bailey bridge）を占領、橋頭堡を築くことで機甲軍団（英第30）が駆け抜けて（ガーデン作戦）、一気にライン河を渡りオランダを解放。ドイツの喉元にクサビを打ち込んでベルリンに侵攻し、クリスマスまでには戦争を終らせるという思惑だった。
連合軍は、天候や情報の錯綜に苦しめられながらも、第3の橋の占領まで成功する。しかし、第4の橋の攻略の頃から、作戦の無謀さが露呈し始め、戦闘は悲惨さを増していく。

## キャスト
| 役名                                                                         | 俳優                               | 日本語吹替                                                                 | 日本語吹替 | 日本語吹替 |
| 役名                                                                         | 俳優                               | 日本テレビ版 （追加収録部分）                                              | ソフト版   |            |
| イギリス軍                                                                   | イギリス軍                         | イギリス軍                                                                 | イギリス軍 |            |
| ---------------------------------------------------------------------------- | ---------------------------------- | -------------------------------------------------------------------------- | ---------- | ---------- |
| フレデリック・ブラウニング中将 （第1空挺軍団副司令官、マーケット作戦司令官） | ダーク・ボガード                   | 土屋嘉男 （手塚秀彰）                                                      | 佐々木梅治 |            |
| ブライアン・ホロックス中将 （第30軍団長、ガーデン作戦司令官）                | エドワード・フォックス             | 羽佐間道夫                                                                 | 牛山茂     |            |
| ロイ・アーカート少将 （第1空挺師団長）                                       | ショーン・コネリー                 | 瑳川哲朗 （佐々木勝彦）                                                    | 長克巳     |            |
| ジョー・バンドルール中佐 （近衛機甲師団アイリッシュ近衛連隊第3大隊長）       | マイケル・ケイン                   | 小林修 （花輪英司）                                                        | 目黒光祐   |            |
| ジャイルズ・バンドルール少佐 （近衛機甲師団アイリッシュ近衛連隊所属）        | マイケル・バーン                   | 小野丈夫                                                                   |            |            |
| ジョン・フロスト中佐 （第1空挺師団第1落下傘旅団第2大隊長）                   | アンソニー・ホプキンス             | 石田太郎 （寺岡光盛）                                                      | 宝亀克寿   |            |
| ハリー・カーライル少佐 （第1空挺師団第1落下傘旅団第2大隊所属）               | クリストファー・グッド             | 城山知馨夫 （多田野曜平）                                                  |            |            |
| ジェラルド・ラスベリー准将 （第1空挺師団第1落下傘旅団長）                    | ドナルド・ダグラス                 | 寺島幹夫                                                                   |            |            |
| ビンズ二等兵 （第1空挺師団第1落下傘旅団第2大隊所属）                         | ベン・クロス                       | 広瀬正志                                                                   |            |            |
| シムズ大佐 （第1空挺軍団上級医療官）                                         | ジェラルド・シム                   | 出演シーンカット （多田野曜平）                                            |            |            |
| フラー少佐 （第1空挺軍団情報将校）                                           | フランク・グライムズ               | 野島昭生 （野島裕史）                                                      |            |            |
| 空軍気象観測将校                                                             | デンホルム・エリオット             | 村越伊知郎                                                                 |            |            |
| 空軍将校                                                                     | ジェレミー・ケンプ                 | 出演シーンカット （中博史）                                                |            |            |
| スタニスラウ・ソサボフスキー准将 （ポーランド第1独立落下傘旅団長）           | ジーン・ハックマン                 | 上田敏也 （寺岡光盛）                                                      | 三木敏彦   |            |
| アメリカ軍                                                                   |                                    |                                                                            |            |            |
| マクスウェル・D・テイラー少将 （第101空挺師団長）                            | ポール・マクスウェル               | 木村幌                                                                     |            |            |
| ジェームズ・M・ギャビン准将 （第82空挺師団長）                               | ライアン・オニール                 | 柴田侊彦 （山崎たくみ）                                                    | 滝知史     |            |
| ジュリアン・クック少佐 （第82空挺師団第504落下傘連隊第3大隊長）              | ロバート・レッドフォード           | 広川太一郎                                                                 | 川島得愛   |            |
| ボビー・スタウト大佐 （101空第506落下傘連隊長）                              | エリオット・グールド               | 小林勝彦                                                                   | 内田直哉   |            |
| グラース大尉 （101空第502落下傘連隊第2大隊F中隊長）                          | ニコラス・キャンベル               | 池水通洋                                                                   |            |            |
| エディ・ドーハン軍曹 （第502落下傘連隊第2大隊F中隊所属）                     | ジェームズ・カーン                 | 青野武                                                                     | 佐々木睦   |            |
| 軍医大佐 （第101空挺師団所属）                                               | アーサー・ヒル                     | 内田稔                                                                     |            |            |
| ラフリー中尉 （第101空挺師団憲兵中隊所属）                                   | ギャリック・ヘイゴン               | 水鳥鉄夫                                                                   |            |            |
| ドイツ軍                                                                     |                                    |                                                                            |            |            |
| ゲルト・フォン・ルントシュテット元帥 （西方総軍司令官）                      | ヴォルフガング・プライス           | 神田隆                                                                     | 原語流用   |            |
| ヴィルヘルム・ビットリヒ親衛隊中将 （第2SS装甲軍団長）                       | マクシミリアン・シェル             | 家弓家正 （寺岡光盛）                                                      | 原語流用   |            |
| カール・ルートヴィヒ親衛隊少将 （SS装甲師団長）                              | ハーディ・クリューガー             | 内海賢二                                                                   | 原語流用   |            |
| ギュンター・ブルーメントリット少将 （西部方面軍参謀長）                      | ハンス・フォン・ボルソディ         | 宮田光                                                                     | 原語流用   |            |
| ヴァルター・モーデル元帥 （B軍集団司令官）                                   | ヴァルター・コーウト               | 山内雅人 （中博史）                                                        | 原語流用   |            |
| ヴィクトール・グラブナー大尉 （第9SS装甲師団偵察隊長）                       | フレッド・ウィリアムズ             |                                                                            | 原語流用   |            |
| 民間人（オランダ）                                                           |                                    |                                                                            |            |            |
| ヤン・スパンダー医師                                                         | ローレンス・オリヴィエ             | 河村弘二                                                                   | 永田博丈   |            |
| ケイト・テル・ホルスト夫人                                                   | リヴ・ウルマン                     | 武藤礼子 （恒松あゆみ）                                                    |            |            |
| レジスタンスのリーダー                                                       | サイエム・ブルーム                 | 村越伊知郎 （松本保典）                                                    |            |            |
| レジスタンスのリーダーの妻                                                   | マーリーズ・フォン・アルクメイヤー | 島美弥子                                                                   |            |            |
| メガネをかけた少年 （レジスタンスリーダーの息子）                            | エリック・バント・ウット           | 鳥海勝美 （鳥海勝美）                                                      |            |            |
| アーネム橋袂の屋敷の老婦人                                                   | マリー・スミザイセン               | 堀越節子                                                                   |            |            |
| 老婦人の息子・ハンス                                                         | ハンス・クロワゼ                   | 池田勝                                                                     |            |            |
| メガネをかけた精神病患者                                                     | リチャード・アッテンボロー         | セリフなし                                                                 |            |            |
| ナレーション                                                                 | N/A                                | 伊藤惣一 （間宮康弘）                                                      |            |            |
| 不明 その他                                                                  | N/A                                | 宮下勝 阪脩 石森達幸 玄田哲章 山田俊司 亀井三郎 村松康雄 三好由里子 巴菁子 | 最上嗣生   |            |
| 日本語版制作スタッフ                                                         |                                    |                                                                            |            |            |
| 演出                                                                         | 演出                               | 小林守夫                                                                   |            |            |
| 翻訳                                                                         | 翻訳                               | 飯嶋永昭                                                                   | 飯嶋永昭   |            |
| 調整                                                                         | 調整                               | 平野富夫                                                                   |            |            |
| 効果                                                                         | 効果                               | 倉橋静男（東洋音響）                                                       |            |            |
| 選曲                                                                         | 選曲                               | 鈴木清司                                                                   |            |            |
| 制作                                                                         | 制作                               | 東北新社 （ニューライン） （グロービジョン）                               |            |            |
| 解説                                                                         | 解説                               | 水野晴郎                                                                   | N/A        |            |
| 初回放送                                                                     | 初回放送                           | 1978年10月11日・18日 『水曜ロードショー』                                  |            |            |

- 現在本作品のDVDは3種類発売されているが、吹き替え音声の有無や収録されているバージョンがそれぞれ異なっているため注意を要する。通常版は吹替未収録。＜特別編＞DVDには日本テレビ版が収録、アルティメット・エディションには新録版が収録されている。
- Blu-rayは旧版にはソフト版を収録。ニューラインより2025年6月4日発売[9]の「吹替シネマCLASSICS」シリーズ『遠すぎた橋 -TV吹替音声追加収録版-』には放送時にカットされた部分を追加収録した日本テレビ版を収録[10]。
- 字幕翻訳：野中重雄（劇場公開用）岡枝慎二（DVD・ブルーレイ用）[11][12]。

## スタッフ
- 監督：リチャード・アッテンボロー
- 製作：ジョセフ・E・レヴィン、リチャード・P・レヴィン、ガブリエル・カツカ
- 共同制作：マイケル・スタンリー＝エバンス
- 原作：コーネリアス・ライアン
- 脚本：ウィリアム・ゴールドマン
- 撮影：ジェフリー・アンスワース
- 音楽：ジョン・アディソン
- 編集：アントニー・ギブス
- 美術：ロイ・スタンダード、スチュアート・グレイブ
- プロダクション・デザイナー：テレンス・マーシュ
- 製作補佐：ジョン・パーマー
- 助監督：デビッド・トンブリン
- 音響効果：サイモン・カイエ
- セット：ピーター・ダケロー
- 特殊効果：ジョン・リチャードソン
- スタント指導：アルフ・ジョイント
- 衣装デザイン：アンソニー・メンデレソン
- メイクアップ：トム・スミス
- キャスティング：ミリアム・ブリックマン
- カメラ：ピーター・マクドナルド

## エピソード
- 本作はオランダ政府及び各市町村の協力の下、現地で撮影が行われた。ただし、アーネム市街および橋での戦闘シーンは、街の景観が戦災で変わってしまっていたため、比較的当時の景観を残す近郊の町デーフェンテルで撮影を行っている。
- 実戦に参加し、劇中で描写されたフロスト中佐やギャヴィン准将、ホロックス中将、アーカート少将、バンドルール中佐らが軍事コンサルタントとして監修にあたった。
- オードリー・ヘプバーンは、戦時中アーネムに住んでいたこともあって、ホルスト夫人役のオファーを受けたが、ギャラや作品の内容等で折り合わず断ったため、代わりにリヴ・ウルマンが出演した[13]。ロジャー・ムーアはホロックス中将役でオファーを受けたが、当時『007 私を愛したスパイ』の撮影スケジュールが込み入っていたため、一度は断った。その後余裕ができたため、出演を受諾しようとしたものの、既に代役としてエドワード・フォックスが立てられており、出演は叶わなかった。クック少佐役でオファーを受けたスティーブ・マックイーンは、比較的短い出演にもかかわらず約300万ドルの法外なギャラを要求した為、アッテンボローに却下された[14]。代役に選ばれたロバート・レッドフォードは2週間の映画撮影で約200万ドルのギャラを受け取ったとされており、アーカート少将役のショーン・コネリーは、自分より短い出演時間にもかかわらず、彼の方が高額なギャラを提示されていることに怒り、適正な額になるまでストライキを行ったと言われる。
- 劇中でのブラウニング中将の描写には議論も多く、夫人は「夫が作戦失敗の責任者にされている」と憤慨し、撮影当時生存していた彼にアッテンボローと脚本のゴールドマンを訴えるよう進言した知人もいたほどであったという（下記のように、モントゴメリー元帥が一切登場しないことが要因となっている）。また演じたダーク・ボガードもブラウニング本人と現役時代からの交遊があったため人物描写には疑問を感じており、アッテンボローとの関係は本作以降絶えてしまったという。
- ボガードはクイーンズ・ロイヤル連隊の情報将校として、また音楽を担当したジョン・アディソンも第30軍団第23騎兵連隊の戦車士官として、実際のマーケット・ガーデン作戦に参加した経験を持つ。
- 実在した人物が実名で登場した中で、ハインツ・ハルメルがカール・ルートヴィヒという架空の人物名に置き換えられたのは、彼自身が実名を出すのを許可しなかった為と言われている。また、ロバート・シンクも遺族の反対により実名が使えなかったため、ボビー・スタウトに置き換えられた。また、マーケット・ガーデン作戦の発案者であり、原作に登場するバーナード・モントゴメリー元帥は一切登場しない（撮影が開始された1976年時点では存命だった）。
- 作中に登場する戦車等はオランダ軍の車輌を借用した他、ヨーロッパ各地の映画用大道具会社や個人コレクターの所有車輌が用いられた。レオパルト1やAMX Mle.61自走砲、Spz装甲車といった車両が外観の一部を改造してパンター風の戦車や自走砲として登場した他、四輪駆動車やトラックを大改造したハーフトラック風のレプリカが多数制作されて用いられている。これらのレプリカ車両は1979年のアメリカ映画『ハノーバー・ストリート 哀愁の街かど』でも流用された。英米軍の車輌は、実物のシャーマンの他にM47パットン、M24チャーフィー等が登場している。なお、シャーマンは多数が登場するが、アップで映る数両以外は四輪駆動車にFRP製のハリボテを被せたダミーが用いられている。
- 空挺降下のシーンでは、大戦当時の輸送機（C-47）より、オランダ陸軍空挺部隊が当時の英米軍空挺兵に扮して大規模な空挺降下を行った。ただし、劇中のC-47の大編隊で背景に映るものは、ほとんどが光学合成されたものである。
- 対地攻撃の場面ではT-6 テキサン練習機を改造して当時の戦闘爆撃機を模したものが登場している。レジスタンスの少年に応える偵察機は実物のスピットファイアを使用している。
- これら実際の軍用車両や航空機を大規模に登場させたことは本作を過去にない大きなスケールの大作戦争映画とすることに成功したが、反面、撮影規模が非常に大きくなり、予算の増大を招いた。結果、多数の超大物俳優の出演料と共に本作の制作費を当初の予定から大きく超過させた要因となっている。
- モーデル元帥およびアーカート少将が司令部として用いたハルテンスタイン・ホテルは、本作公開後に「空挺博物館（Airborne Museum）」として改装、またアーネムの橋は「ジョン・フロスト橋」と改名され、それぞれアーネムの戦いの記録を展示している（ただし、劇中に登場する同ホテルは、外観の似た別の建物を使用している）。
- 終盤に英軍の落下傘兵がフルートで演奏しているのは、バッハのブランデンブルク協奏曲第6番変ロ長調第3楽章である。
- ドーハン軍曹を逮捕するよう軍医に呼びつけられるMP役のギャリック・ヘイゴンは、本作の前月に公開され、大ヒットしたSF映画『スター・ウォーズ』で、ルークの親友ビッグス・ダークライターを演じている。
- 英軍の落下傘兵役として出演したベン・クロスは、本作で本格的な映画デビューを果たした。